# Epeorus alborzicus
Epeorus alborzicus es una especie de efímera del género Epeorus, familia, Heptageniidae. Fue descrita por Hrivniak & Sroka en 2020.

## Descripción
La larva hembra mide 13,3-15,8 mm de longitud y el macho 11,3 mm. Presenta una coloración marrón amarillenta.

## Distribución y hábitat
Se distribuye por Irán. Las larvas habitan en ríos. Se han encontrado ejemplares a altitudes superiores a los 1000 m s. n. m.